# Uhlířské Janovice
Uhlířské Janovice (en allemand : Kohl Janowitz) est une ville du district de Kutná Hora, dans la région de Bohême-Centrale, en République tchèque. Sa population s'élevait à 3 136 habitants en 2024.

## Géographie
Uhlířské Janovice se trouve à 9 km au nord-est de Rataje nad Sázavou, à 17 km au sud-ouest de Kutná Hora et à 50 km au sud-est de Prague.
La commune est limitée par Vavřinec au nord, par Rašovice et Sudějov à l'est, par Petrovice II et Zbizuby au sud, et par Rataje nad Sázavou, Staňkovice et Skvrňov à l'ouest.

## Histoire
La première mention écrite de la localité date de 1250.

## Administration
La commune se compose de huit sections :
- Bláto
- Janovická Lhota
- Kochánov
- Malejovice
- Mitrov
- Opatovice II
- Silvánka
- Uhlířské Janovice

## Galerie

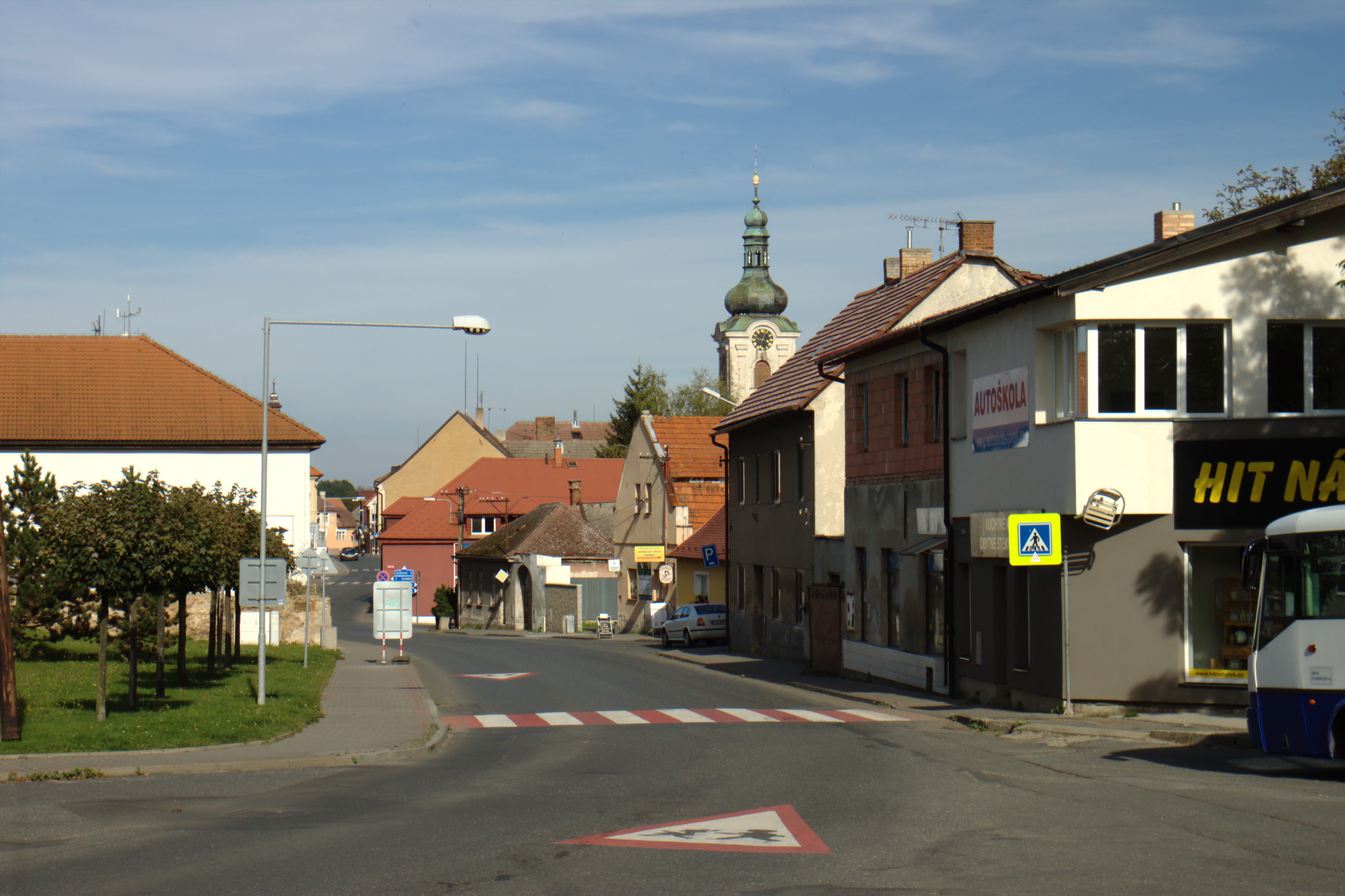
Rue Jungmannova.
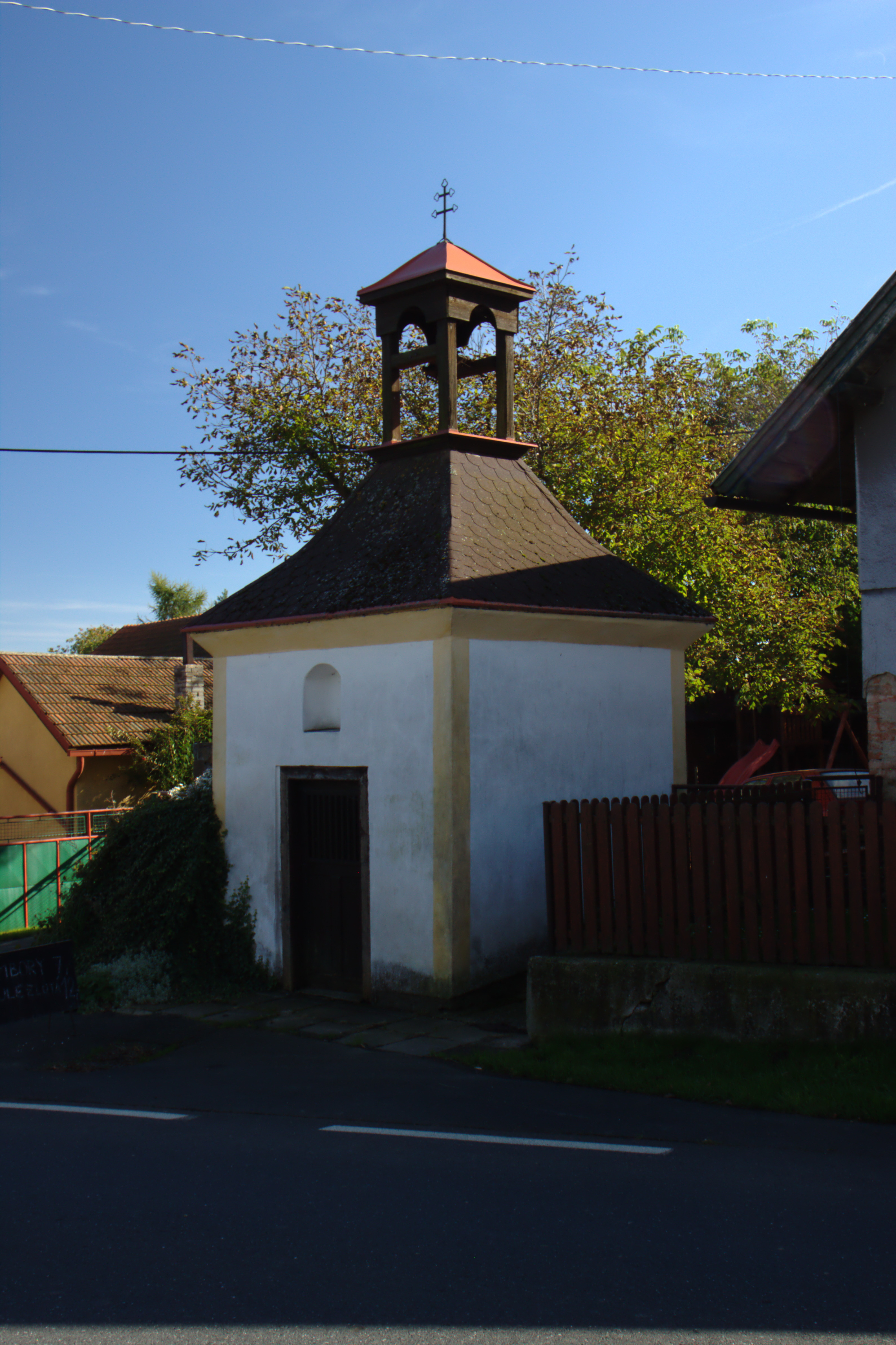
Chapelle à Mitrov.
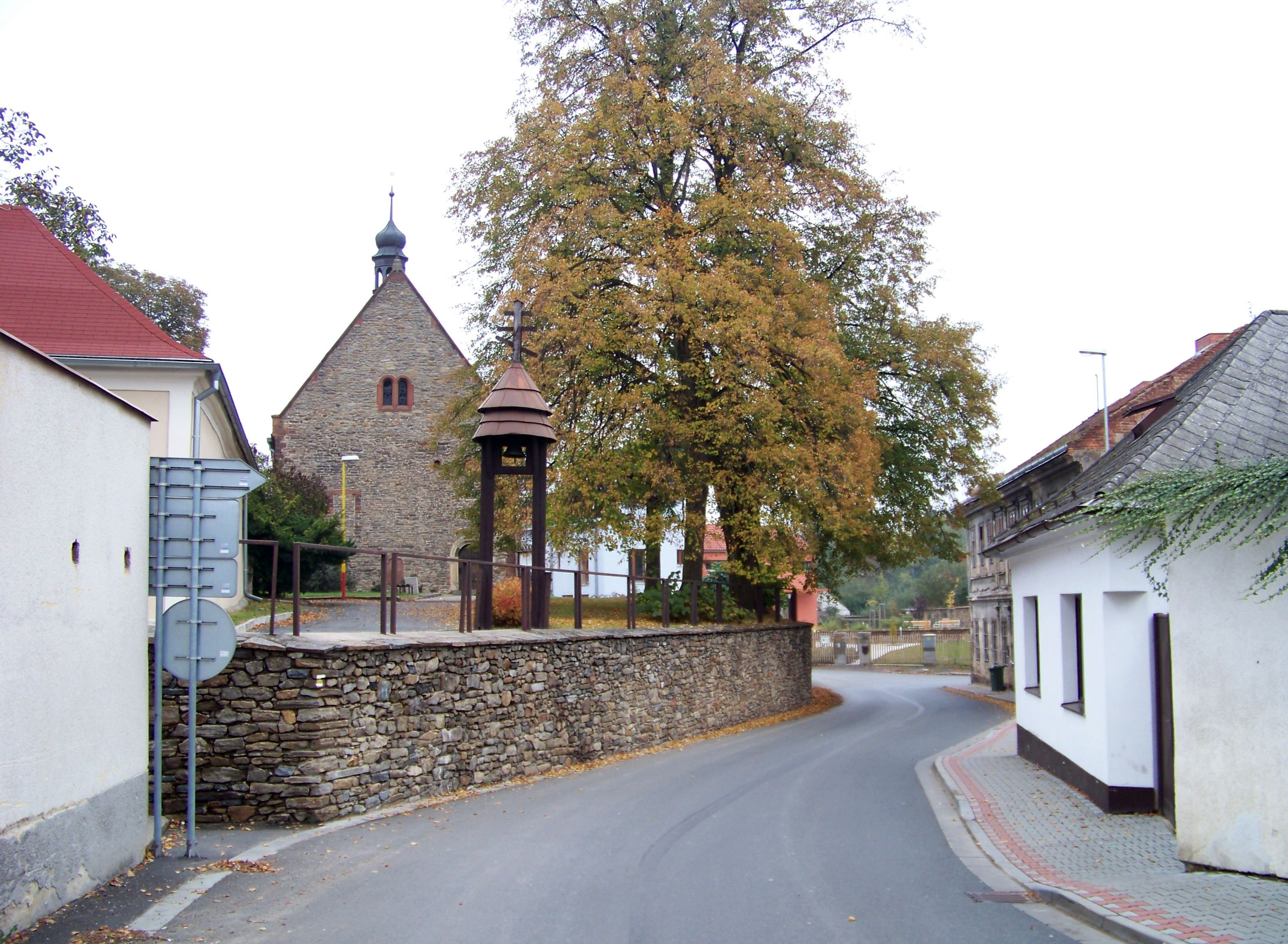
Église Saint-Gilles.

## Transports
Par la route, Uhlířské Janovice se trouve à 19 km de Kutná Hora, à 22 km de Kolín et à 65 km de Prague. 